# Vincent Müller
Vincent Carsten Maria Müller (10 maggio 2000) è un calciatore tedesco, portiere dell'Aalborg.

## Carriera
Cresciuto nel settore giovanile del Colonia, nella stagione 2018-2019 è stato assegnato alla seconda squadra in Regionalliga, la quarta divisione tedesca dove ha disputato 2 incontri. Nel 2019 è stato ceduto a titolo definitivo al Kickers Würzburg, club di terza divisione, dove nel mese di ottobre ha conquistato il ruolo di portiere titolare a scapito di Eric Verstappen.
Il 23 settembre del 2020 è stato acquistato a titolo definitivo dal PSV, dove ha ricoperto per due stagioni il ruolo di portiere titolare dello Jong PSV (squadra riserve) in Eerste Divisie (la seconda divisione olandese) e di terzo portiere della prima squadra.
Il 21 giugno 2022 è tornato in Germania dove ha firmato un contratto biennale con il Duisburg, club della terza divisione tedesca. Da subito titolare, il 21 agosto ha segnato il gol del momentaneo 2-0 nella trasferta vinta 3-0 contro il Meppen con un calcio di punizione dalla propria metà campo che ha sorpreso il portiere avversario.
Il 23 maggio 2024 ha firmato un contratto quadriennale con l'Aalborg, club neopromosso in Superligaen, la prima divisione danese.

## Statistiche

### Presenze e reti nei club
Statistiche aggiornate al 23 aprile 2025.
| Stagione        | Squadra          | Campionato      | Campionato | Campionato | Coppe nazionali | Coppe nazionali | Coppe nazionali | Coppe continentali | Coppe continentali | Coppe continentali | Altre coppe | Altre coppe | Altre coppe | Totale | Totale  | Totale |
| Stagione        | Squadra          | Comp            | Pres       | Reti       | Comp            | Pres            | Reti            | Comp               | Pres               | Reti               | Comp        | Pres        | Reti        | Pres   | Reti    |        |
| --------------- | ---------------- | --------------- | ---------- | ---------- | --------------- | --------------- | --------------- | ------------------ | ------------------ | ------------------ | ----------- | ----------- | ----------- | ------ | ------- | ------ |
| 2018-2019       | Colonia II       | RL              | 2          | -5         | -               | -               | -               | -                  | -                  | -                  | -           | -           | -           | 2      | -5      |        |
| 2019-2020       | Kickers Würzburg | 3L              | 25         | -29        | CG              | 0               | 0               | -                  | -                  | -                  | CB          | 4           | -6          | 29     | -35     |        |
| 2020-2021       | Jong PSV         | 1D              | 12         | -18        | -               | -               | -               | -                  | -                  | -                  | -           | -           | -           | 12     | -18     |        |
| 2021-2022       | Jong PSV         | 1D              | 15         | -23        | -               | -               | -               | -                  | -                  | -                  | -           | -           | -           | 15     | -23     |        |
| Totale Jong PSV | Totale Jong PSV  | Totale Jong PSV | 27         | -41        |                 | -               | -               |                    | -                  | -                  |             | -           | -           | 27     | -41     |        |
| 2022-2023       | Duisburg         | 3L              | 31         | -39, 1     | CG              | 0               | 0               | -                  | -                  | -                  | CBR         | 2           | -2          | 33     | -41, 1  |        |
| 2023-2024       | Duisburg         | 3L              | 34         | -53        | CG              | 0               | 0               | -                  | -                  | -                  | -           | -           | -           | 34     | -53     |        |
| Totale Duisburg | Totale Duisburg  | Totale Duisburg | 65         | -92, 1     |                 | 0               | 0               |                    | -                  | -                  |             | 2           | -2          | 56     | -94, 1  |        |
| 2024-2025       | Aalborg          | SL              | 26         | -53        | CD              | 3               | -4              | -                  | -                  | -                  | -           | -           | -           | 29     | -57     |        |
| Totale carriera | Totale carriera  | Totale carriera | 145        | -220, 1    |                 | 3               | -4              |                    | -                  | -                  |             | 6           | -8          | 154    | -232, 1 |        |

## Palmarès

### Club

#### Competizioni nazionali
- Coppa dei Paesi Bassi: 1

PSV: 2021-2022